# Bobrová
Bobrová är en köping i Tjeckien. Den ligger i regionen Vysočina, i den centrala delen av landet. Bobrová ligger 495 meter över havet och antalet invånare är 879.